# やさしいセカイのつくりかた
『やさしいセカイのつくりかた』は、竹葉久美子による日本の漫画作品。『電撃大王ジェネシス』（アスキー・メディアワークス）にて2010年WINTERから連載開始。第16話からは『月刊コミック電撃大王』（同社刊）に連載を移した。単行本は電撃コミックスから発刊。当初は『電撃大王GENESIS』が季刊誌だったため年に4回の連載だったが、隔月刊化に伴い隔月連載、『電撃大王』では毎月連載になった。
作者の竹葉は、漫画家になるのを諦めて就職活動中に声を掛けてもらったため、あと数ヶ月遅かったら世に出なかったかも知れないと語っている。

## 物語
19歳にしてアメリカの大学院に所属する朝永悠はギフテッドと呼ばれる天才児。自身が発表した論文の研究をしていたが、資金難から研究を打ち切られてしまう。研究継続のために大学院を中退し、日本に帰国して出資者を探す朝永だったが、出資者探しは難航し、活動資金も尽きてしまう。そんな中でバッタリ中学時代の恩師・小野田礼司と再会し、人手不足から女子高の教師を依頼される。

## 登場人物

### 主要人物
朝永 悠（ともなが ゆう）
本作の主人公。19歳。1年4組担任→2年4組担任。
「ギフテッド」と呼ばれる天才児で、13歳という若さでアメリカの大学に飛び級入学した。天才物理学者として将来を嘱望されていたが、自身の発表した論文の研究プロジェクトが資金難から頓挫。大学院を中退して、日本に帰国して出資者を募るも上手く行かず、小野田礼司の誘いを受けて女子高の教師として9月から赴任した。当初は慣れない環境に戸惑い、早く研究に戻りたいと考えていたが、生徒たちと関わり合う中で自身の原点を思い出し、大学院に再度入学する。
広瀬 葵（ひろせ あおい）
本作のヒロイン。1年4組→2年4組。
同じクラスの草壁ハルカ、遠野冬子、大川香代とは親友。背が低く幼い外見をしているため、レオン・バークレイは小学生かと思ったほど。悠と同じ「ギフテッド」と呼ばれる天才児だが、両親や友人にはそのことを隠している。幼い頃に母親から気持ち悪いと拒絶された経験から、周囲よりも頭が良いのは悪いことだと考え、平均的な点数をわざと取って目立たないようにしていた。高校に進学する時も遠野冬子に合わせて学校を選んだほど。
悠が赴任して来た始業式の日に、フーリエ変換を用いて物理数学の式を解いていたのを悠に見られ、更に始業式後に調和関数の式を解いたことから悠に「ギフテッド」であると知られる。自分の知識欲には忠実で、悠の所有している物理学の本を目当てに物理準備室に入り浸るようになる。次第に始業前に悠から個人授業を受けるようになり、自身の将来を考え始める。両親の離婚を切っ掛けに転校させられそうになるが、期末テストで上位をとれば学校に残っていいということになり、学年1位の成績を修めたことで周囲からも「ギフテッド」として認知されることとなった。高校卒業後は京都大学に進学し、物理学者同士として悠と再会を果たした。
草壁 ハルカ（くさかべ ハルカ）
本作のヒロイン。1年4組→2年4組。
ティーンシスターという雑誌で読者モデルをしているギャル。胸が小さいのが悩みだが、スタイルは抜群で町を歩いていたところ読者モデルにスカウトされた。悠の前任者である担任教師から読者モデルをしたことを咎められ、暴行未遂に発展。そのことから男性教師に対して不信感を持っていた。だが、悠の誠実さや、再度読者モデルをしたことで退学になりそうだったところを弁護して貰ったことから悠に好意を抱くようになる。
中学時代に男子に言い寄られて付き合ったことはあったが、キスもせずに別れており、友人たちからは男性恐怖症とまで言われている。ハルカにとっては初恋であり、戸惑いながらも周囲に押されて悠にアタックしようとする。だが、クリスマスデートに誘おうとしたり、バレンタインで本命チョコレートを渡そうとしたりするも、いずれも空振りに終わってしまう。悠が学校を辞めてアメリカに戻ることになり、決意して告白するも玉砕。終業式の日に、単独で表紙になった時に会いに行きたいという約束を交わし、3年後に無事に再会する。最終話で葵が悠にハルカと一緒ではないのかと尋ねていることから、付き合っているような描写になっている。
遠野 冬子（とおの とおこ）
1年4組→2年4組。
葵とは中学校からの親友。学校からは問題児として見られているが、ハルカが暴行未遂に遭遇した際は、ICレコーダーで証拠を確保し、学校に担任教師の解雇を要求するという作戦を立案し、見事に追い出すことに成功する。家庭の事情から外泊することが多く、身体を差し出せば泊めてくれるという発想から、中学時代から多くの男性経験を持っている。しかし援助交際ではなく、あくまで同世代と付き合うというもの。彼女がいる同級生と関係を持ったりしたことなどから、学校中の女子生徒から嫌われ、喧嘩になったりいじめを受けたりしていた。男子の取り合いなどしなくて良いという発想で男がいない女子高に進学した。進学の際には葵に勉強を教えてもらっている。
10歳近く歳の離れた姉がいて、その夫に言葉巧みに唆されて小学生の時に肉体関係を持ってしまう。そのことが中学時代に家族にバレて、姉は離婚。自分が姉の幸せを奪ってしまったと考えた冬子は家に帰らないことが多くなった。高校に入っても彼氏がすぐに変わるなどしていたが、暴力を振るう彼氏から礼司に助けてもらったことで名前すら知らなかった礼司に好意を寄せるようになる。その後礼司の家に居つき、葵の助言もあって礼司に過去の罪を告白。礼司が姉と会い、姉妹の仲を取り持ってくれたことで礼司にますます惚れ込むようになる。当初はりんごの皮すら剥けなかったが、礼司のために料理も覚えて弁当まで作るようになった。元妻のこともあり、最初は冬子を拒否していた礼司だったが、冬子の想いに応えて高校卒業後に正式に付き合い始める。その後20歳で娘のあかりを出産してできちゃった結婚した。
大川 香代（おおかわ かよ）
1年4組→2年4組。
腐女子。ユウ×レイ推し。幼等部から通っており、料理も得意。メイド喫茶でバイトをしているが、ほとんど夏と冬のコミフェスに使い果たしてしまうという重度のオタク。常に眼鏡を掛けているが伊達眼鏡で、バイト中は眼鏡をしていない。葵やハルカが羨むほどの巨乳の持ち主で、その辺のデパートではサイズの合う水着が見つからず苦労するほど。Fカップの冬子より更に大きいため、Gカップ以上。

### 教師
小野田 礼司（おのだ れいじ）
1年3組担任→2年3組担任。悠の先輩教師であり、中学時代の担任。担当は世界史。アラフォー。
元々は叔父が理事長を勤める学校に教師として入る予定だったが、教育実習をしていた時に知り合った女生徒と結婚したことで、大学卒業後は都内屈指の進学校だった男子中学校へと赴任した。そこに進学してきた悠のIQの高さを知り、アメリカの大学への飛び級を薦める。その後妻と離婚し、叔父が理事長を勤める学校へと戻る。日本に帰国して出資者を探していた悠とバッタリ再会し、人手不足で困っていたことから教師をやらないかと持ち掛ける。
クリスマスイブに彼氏に暴力を振るわれそうになった冬子を助けたことから、冬子に好意を寄せられるようになる。その後、冬子に家まで押し掛けられ、1ヶ月ほど同居することとなる。家に帰りたがらない冬子のために、冬子の姉と会って姉妹仲を取り持ち、実家に帰ることで春休み前に同居は解消された。その後夏休み前の期末試験直前に、曖昧な関係に業を煮やした冬子から好きかどうかの回答を迫られ、好きだと答えるが、付き合うのは卒業してからと約束した。最終話では冬子と結婚し、娘をもうけている。
加山 百合音（かやま ゆりね）
担当は英語。スタイル抜群だが、ドジっ子。また、酒癖が非常に悪く、等身大のガーネル人形を振り回して暴れた末、家まで持ち帰ったこともあるほど。大抵の場合は潰れるまで飲む。礼司が背負って家に送り届けることが多い。酔った勢いで悠と肉体関係を持ってしまい、悠に責任を取らせてくれと言われる。だが、悠がいずれ教師を辞めてアメリカに戻ってしまうことを予期しており、今の生活を捨ててまで付いて行くことは出来ないと考え、悠の申し出を断った。ハルカや香代など、一部の生徒からは「ゆりねちゃん」と呼ばれている。名前の由来は母親が妊娠中に百合根を食べられるようになったことから。
多喜 あゆみ（たき あゆみ）
礼司や百合音の飲み仲間。修学旅行にも同行していたので、2年生担当であるのは分かるが、担当科目などは不明。
熊田（くまだ）
担当は体育。悠の指導力に疑問を持ち、突っかかって来る。悠がバレンタインデーに両手袋いっぱいにチョコレートを貰ったのとは対照的に、女性職員一同からの義理チョコ以外は貰えなかった。多喜曰く、暑苦しいから若い子にはちょっと。だが、最終話のワンシーンで女生徒からチョコレートを貰っているシーンがある。また、悠を若造扱いしているが、百合音よりも年下。
校長（こうちょう）
悠の歓迎会には参加していたが、全体的に教頭の陰に隠れることが多く、始業式や終業式の挨拶も教頭が執り行っていた。
教頭（きょうとう）
芸能活動をしたとして、ハルカを退学にしようとする。だが、悠の弁護と礼司が理事長である叔父の話題を出したことで引き下がった。しかし悠の担当する物理の成績が前年より下がっていることや、葵に個別授業していたことなど、ことあるごとに悠は怒られている。

### 主要人物家族
朝永 巡（ともなが めぐる）
悠の弟で、環とは双子。悠と同じ「ギフテッド」。長らく家から離れていた兄との距離感が掴めず、反抗期も重なって反発することが多くなっている。だが、本当は悠のことが好きで、いつかは追いつきたいと考えている。
朝永 環（ともなが たまき）
悠の妹で、巡とは双子。悠と同じ「ギフテッド」。文化祭で来た際には「関女」の制服を着ているインテリだと言われていた。悠に対して素直になれない巡と違い、兄に対しては真っ直ぐに好意を伝えている。しかし、逆に悠に反発する巡と喧嘩するようになった。ホワイトデーのお返しを考えていた悠に、お断りの意味を持つマシュマロ入りのウーピーパイを作らせるように仕向けた。
葵の父（あおいのちち）
自分では何も出来ないとは葵の母の評。妻には家庭に入って欲しいと考えていたが、妻は仕事を続けることを希望。喧嘩することが増え、意見の相違から離婚することになった。葵の親権も渡すことになったが、葵の希望により高校卒業までは葵と二人暮らしをすることになった。1ヶ月の食費を1万円しか渡さないなど、かなり金銭感覚がズレている。大学の学費を払ってくれるか分からないなど言われていることから、あまり収入も高くない様子。
葵の母（あおいのはは）
キャリアウーマン。幼い葵が子供らしからぬ質問をして来た際、「気持ち悪い」と言ったことで葵にトラウマを与えたのだが、本人にその自覚は無い。離婚して葵を連れて和歌山の実家に帰ろうとするが、卒業まで待って欲しいと言われ、学年上位に入ることを条件に許可する。葵が学年1位を取ったことに驚き、何故隠していたのか責めたりもしたが、高校卒業まで残ることを認めた。葵が京都大学に進学していることから、現在は同居している様子。前述のように葵のトラウマを作った原因ではあるが、母子仲が悪いということはなく、一緒に買い物をしたりする様子が描かれている。
ハルカの母（ハルカのはは）
ハルカとは仲の良い姉妹のようだと言われており、葵はハルカちゃんの家に生まれたかったと発言している。住み込みのバイトを探し始めた葵に晩御飯の提供と料理を教えることを条件に、ハルカとハヤトの家庭教師を引き受けて貰った。
草壁 ハヤト（くさかべ ハヤト）
ハルカの弟。ランドセルを背負っていることから、小学生だと分かるが年齢は不明。最近生意気になって来たとはハルカ談。好きな男の話をするハルカにドギマギするなど、少しシスコンの気がある。
冬子の姉（とうこのあね）
冬子と10歳近く歳が離れている。冬子は姉に憧れており、いつも後ろを付いて回っていた。冬子が小学生の頃に結婚したが、夫が冬子を言葉巧みに誘って肉体関係を持ったことが発覚して離婚。冬子と顔を会わせ辛くなったことで家を出て一人暮らしをしていた。だが、そのせいで大好きだった姉に嫌われたと考えた冬子は外泊することが増えてしまった。礼司と会った際に、冬子には姉が必要だと言われたことで冬子と会うことを決意。実家に帰って一緒に暮らすことを提案し、冬子もそれを受け入れた。

### その他
レオン・バークレイ
悠の元同僚であり、友人。ロン・ベイカーのプロジェクトにポストドクターとして参加している。悠に色々とちょっかいをかけるが、すべては悠を研究者の道に戻すため。触手が好きで、香代の案内で秋葉原に行った時には大量の同人誌を買ってアメリカに持ち帰った。日本語も堪能でルックスもよく、女性教諭には非常にウケが良かった。
アリス・バークレイ
スタンフォード大学の教授。レオンの妻で、旧姓はモーガン。レオンは元教え子で、何故あの才女がレオンを選んだか理解できないとは悠の談。レオン曰く一目惚れから6年かけて口説き落とした。来日した際にレオンの紹介で悠に通訳をしてもらった。スカイプで話したことはあったが、実際に会ったのはこの時が初めて。悠の論文を読んだり、話をしたことから、悠を自身の研究室にスカウトした。美人だが生活力は皆無で、来日した翌日にはホテルの部屋が汚くなっていたほど。
ロン・ベイカー
ボストンにある大学の教授。知る人ぞ知る物理学の権威で、悠の恩師。悠が論文で発表した内容の研究をするプロジェクトの指揮を執っていたが、大手二社の倒産によりプロジェクトは凍結。悠が帰国後に新たなチームでほとんど同じ内容のプロジェクトを再度立ち上げた。悠に大学院への復帰を促し、博士号取得後は喜んで席を明け渡すと言っていることから、名誉ではなく悠を気に掛けての行動。また悠のことを、自身の指導した生徒の中で5本の指に入るほどだと高く評価している。
夏目 さくら（なつめ さくら）
隣のクラスとされているが、3組か5組かは判明していない。姉がいて一緒に描き手として1年生の夏にコミフェスにサークル参加したところ、偶然香代と遭遇。同じ穴の狢ということで親友となった。ただし、さくらはレイ×ユウ推し。
静江（しずえ）
礼司の元妻。儚げな美人とは悠の評。また、写真を見た冬子も美人だと発言している。身体が弱く頻繁に貧血を起こしていた。礼司が教育実習実習生だった時に生徒であり、倒れた彼女を保健室に何度も連れていったことで仲良くなった。卒業後すぐに結婚するも不育症であり、流産を繰り返した。自分と結婚したせいで、礼司は次期理事長という出世コースを外れたことを気に病み、自分は礼司に幸せにしてもらっているのに、自分では礼司を幸せに出来ないと考えて離婚を申し出た。悠が会ったことがあると発言しているので、7年前までは結婚していた様子。

## 書誌情報
- 竹葉久美子 『やさしいセカイのつくりかた』  KADOKAWA/アスキー・メディアワークス〈電撃コミックス〉、全6巻
  1. 2011年1月27日発行、ISBN 978-4-04-870240-9
  2. 2011年11月26日発行、ISBN 978-4-04-886099-4
  3. 2012年9月27日発行、ISBN 978-4-04-886932-4
  4. 2013年8月27日発行、ISBN 978-4-04-891845-9
  5. 2014年6月27日発行、ISBN 978-4-04-866391-5
  6. 2015年2月27日発行、ISBN 978-4-04-869211-3